# Villeneuve-en-Montagne
Villeneuve-en-Montagne – miejscowość i gmina we Francji, w regionie Burgundia-Franche-Comté, w departamencie Saona i Loara.
Według danych na rok 1990 gminę zamieszkiwały 134 osoby, a gęstość zaludnienia wynosiła 9 osób/km² (wśród 2044 gmin Burgundii Villeneuve-en-Montagne plasuje się na 776. miejscu pod względem liczby ludności, natomiast pod względem powierzchni na miejscu 649.).